# Idiops hirsutus
Idiops hirsutus är en spindelart som först beskrevs av Hewitt 1919.  Idiops hirsutus ingår i släktet Idiops och familjen Idiopidae. Inga underarter finns listade i Catalogue of Life.